# 25697 Kadiyala
25697 Kadiyala este un asteroid din centura principală de asteroizi.

## Descriere
25697 Kadiyala este un asteroid din centura principală de asteroizi. A fost descoperit pe 5 ianuarie 2000 la Socorro, New Mexico, în cadrul proiectului LINEAR. Asteroidul prezintă o orbită caracterizată de o semiaxă mare de 2,66 ua, o excentricitate de 0,06 și o înclinație de 2,8° în raport cu ecliptica.